# Schloss Zerbst

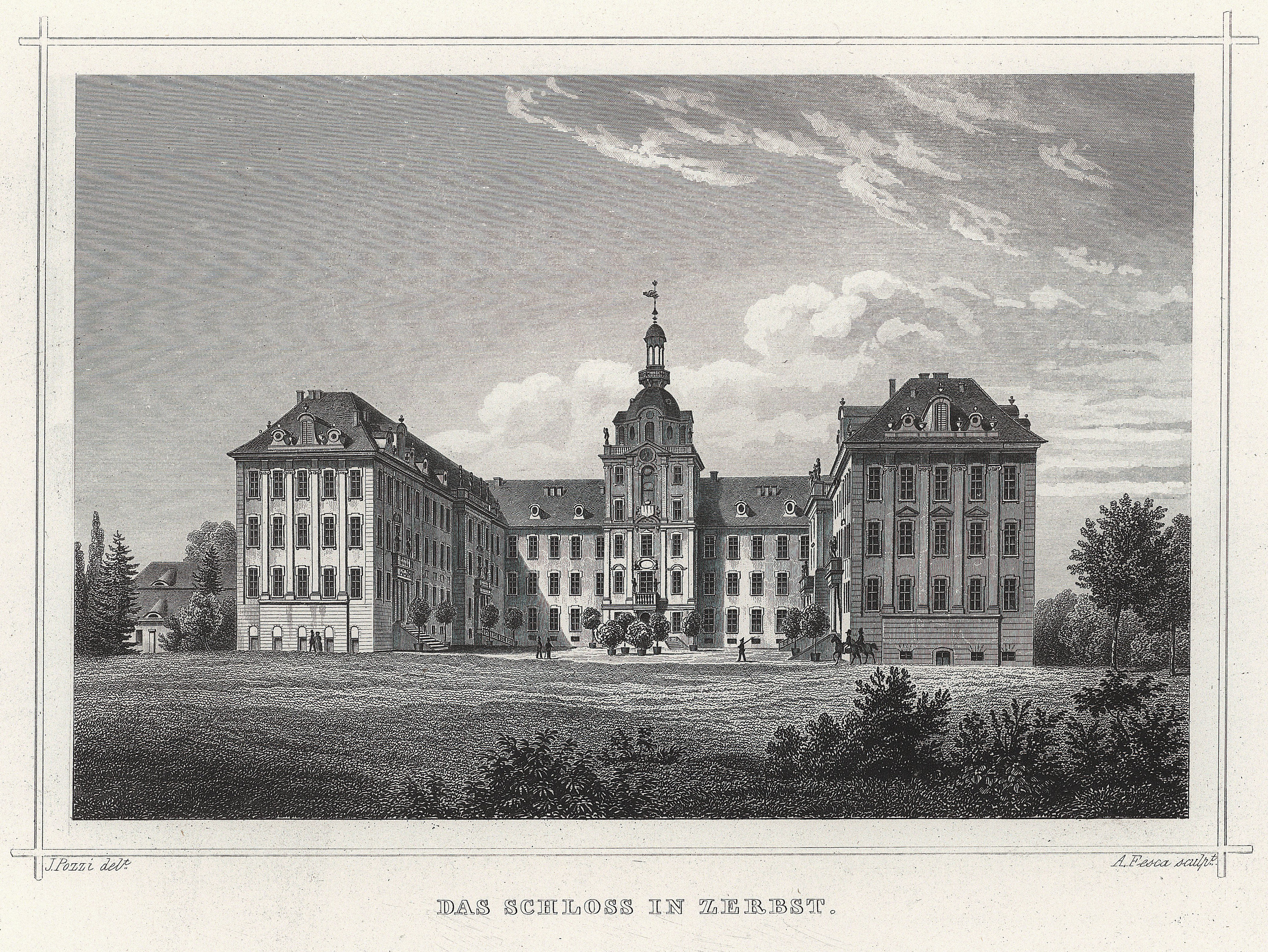
Das Schloss Mitte des 19. Jh.

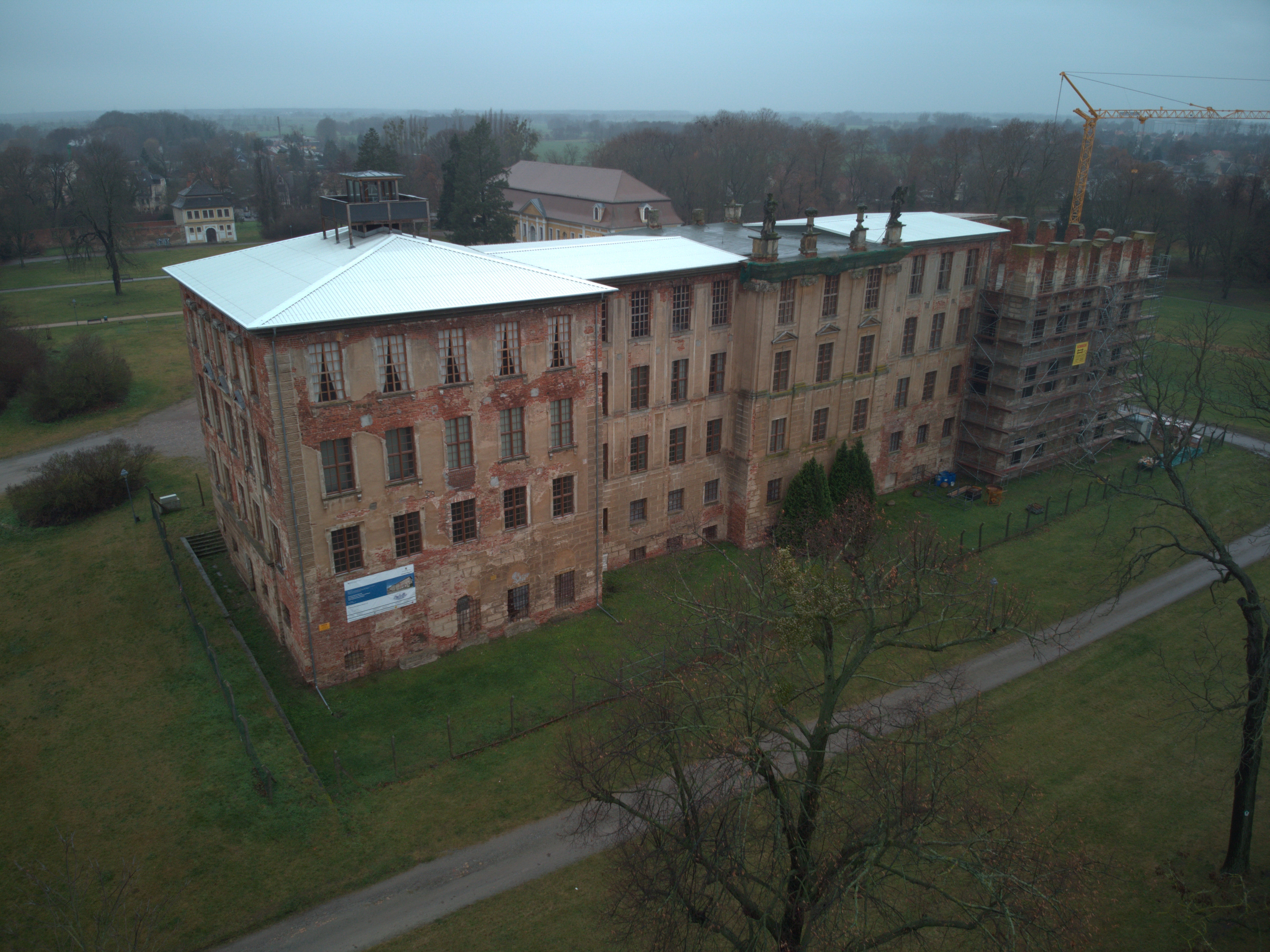
Der Ostflügel des Zerbster Schlosses im Luftbild 2021

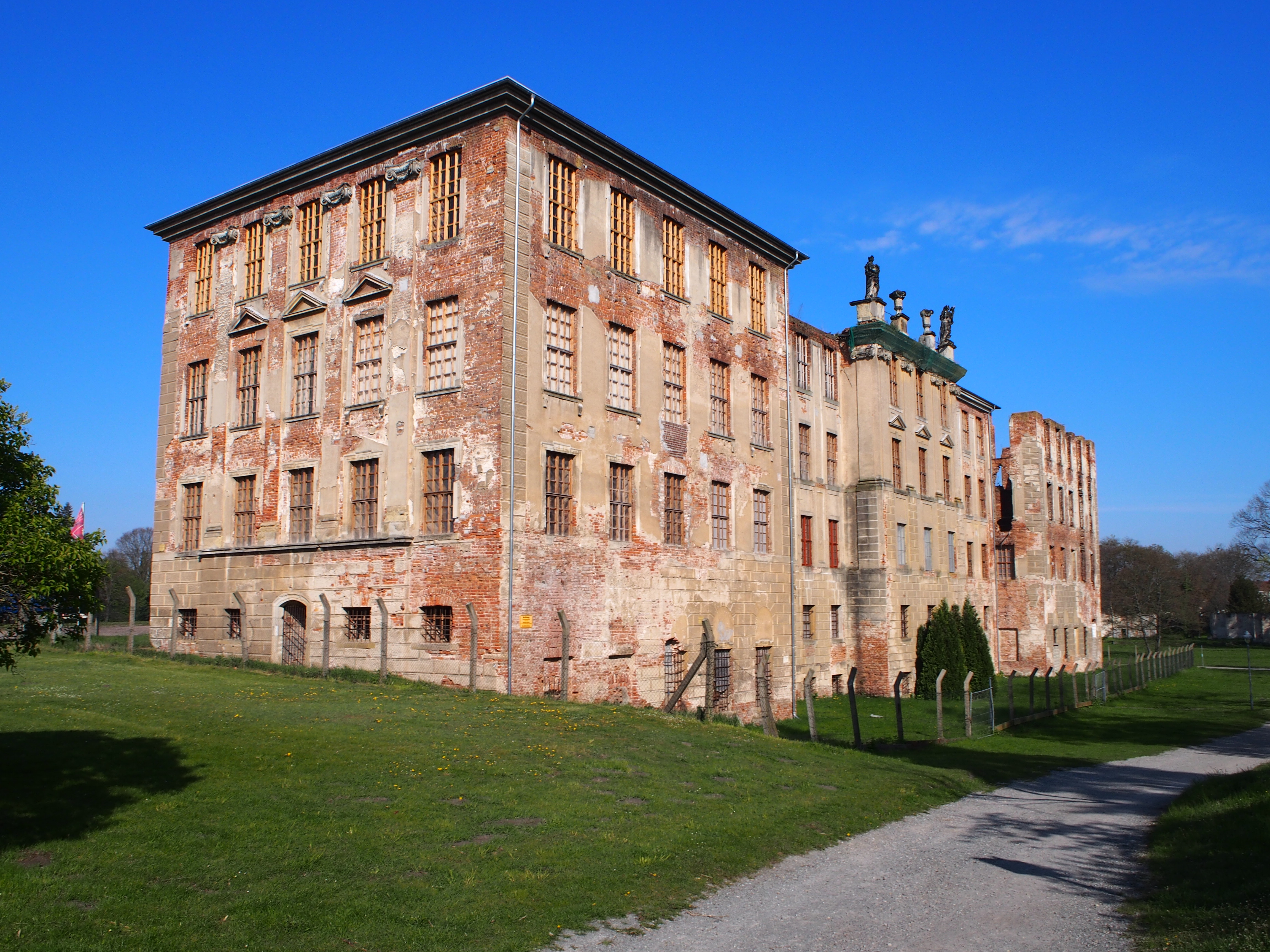
Rückseite, Zustand 2017

Das Zerbster Schloss in der Stadt Zerbst in Sachsen-Anhalt war das Residenzschloss der Fürsten von Anhalt-Zerbst. Es wurde im Zweiten Weltkrieg schwer beschädigt und anschließend größtenteils abgetragen. Seit 2005 hat der Förderverein Schloss Zerbst Maßnahmen ergriffen, den noch stehenden Ostflügel mit dem ebenfalls stehengebliebenen Fragment des Corps de Logis dieses bedeutenden Barockbaus wiederherzustellen.

## Die erste Burganlage

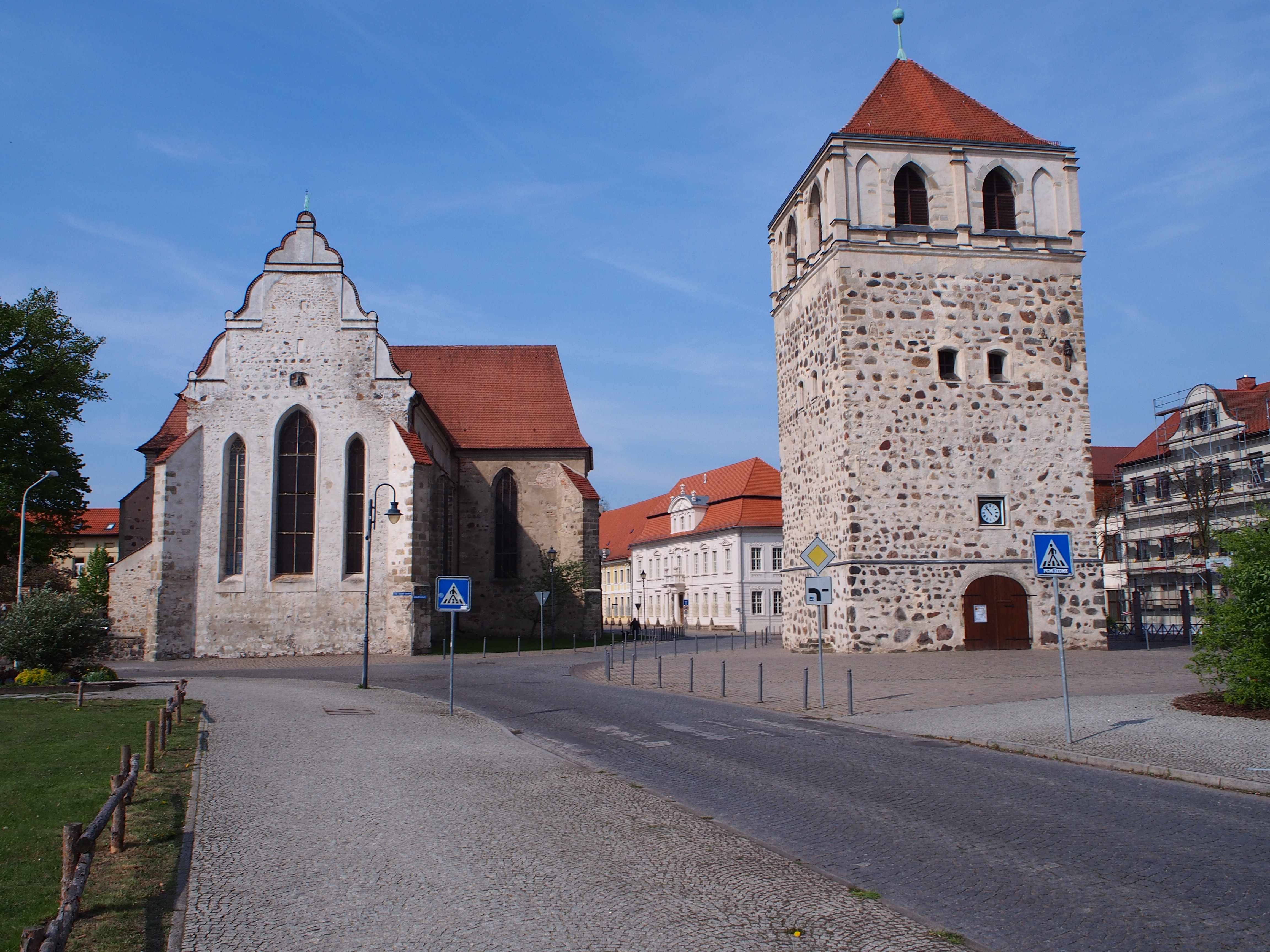
Turm der ersten Burganlage neben St. Bartholomäi

Das Schloss in Zerbst gründet sich auf eine slawische Wasserburg des 12. Jahrhunderts. Der Askanier und Markgraf von Brandenburg Albrecht der Bär ließ anstelle der slawischen Wasserburg eine neue Burg erbauen. Die Anlage, die 1196 das erste Mal urkundlich erwähnt wurde, bestand aus einer Vor- und einer Hauptburg und war von einem Graben samt Festungsmauer umgeben. Östlich davon entstand eine Burgsiedlung mit der 1215 geweihten Bartholomäus-Kirche. Deren heute freistehender Glockenturm (Dicker Turm) stammt noch von dieser Wehranlage.
Die askanischen Markgrafen von Brandenburg belehnten die Herren von Barby mit Burg, Stadt und Umland. 1307 erwarb Albrecht I. von Anhalt von ihnen dieses Lehen. Damit kamen Burg und Stadt unter die Herrschaft der anhaltischen Askanier-Linie, deren Hauptsitz Schloss Köthen war. Sigismund I. war bis 1396 Co-Regent mit seinen Brüdern in Köthen und wurde infolge einer Erbteilung danach Fürst in Dessau und Zerbst, residierte aber in Dessau. Erst sein Urenkel Johann IV. erhielt 1544 Anhalt-Zerbst in einer erneuten Erbteilung als selbständiges Fürstentum.
Das Schloss wurde im Laufe der Zeit beständig umgebaut und vergrößert und entwickelte sich bis ins 16. Jahrhundert zu einer Ganerbenburg mit mehreren einzelnen Häusern für die verschiedenen Zweige der Familie weiter. Als Herrschaftssitz diente der Familie auch die Burg Roßlau an der Elbe, die ebenfalls im Zerbster Fürstentum lag. Ab 1603 mussten Teile der Gebäude erneuert und aufwändig ausgebessert werden, da sich das Schloss zu diesem Zeitpunkt in einem beinahe baufälligen Zustand befand. 1618 wurde der hohe Schlossturm abgetragen. Die Zeit des Dreißigjährigen Krieges überstand das Schloss zwar ohne Zerstörungen, allerdings wurde die Pflege der Gebäude vernachlässigt, so dass die Anlage in der zweiten Hälfte des 17. Jahrhunderts weitgehend unbewohnbar war.

## Die Residenz des Hauses Anhalt-Zerbst

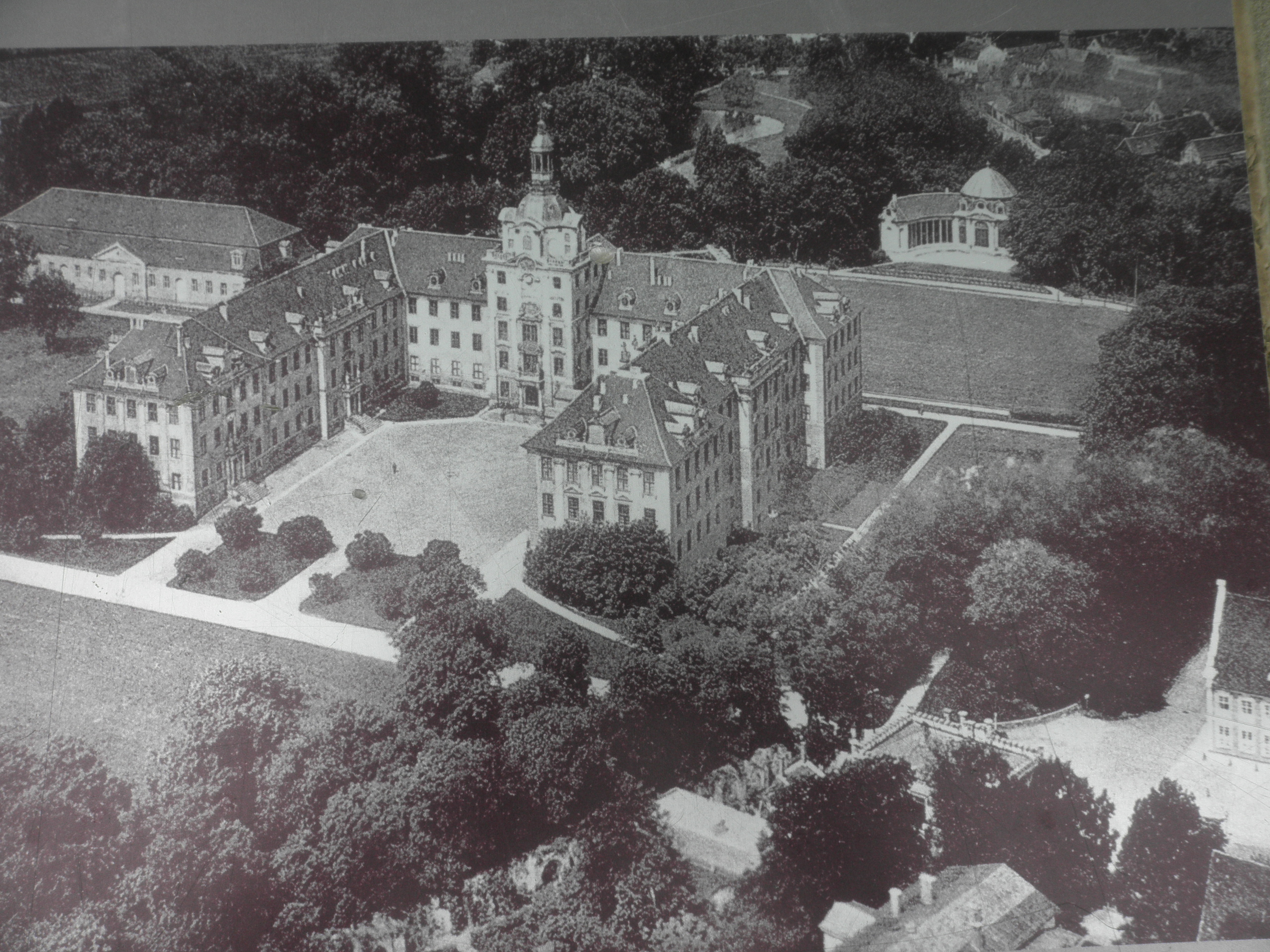
Luftbild des Zerbster Schlosses vor seiner Zerstörung

Fürst Karl Wilhelm beschloss, für seine Residenz einen zeitgemäßen Neubau zu errichten und beauftragte den Niederländer Cornelis Ryckwaert mit den Arbeiten. Hierfür wurden zunächst die nördlichen Gebäudeteile des alten Schlosses abgerissen, das erhaltene Material nutzte man für die Aufschüttung des Fundaments, die südlichen Gebäudebereiche wurden zum Teil in das neue Schloss integriert. Geplant wurde eine typisch barocke, dreiflügelige Anlage mit Ehrenhof, die sich stilistisch an niederländischen Vorbildern orientierte. Der Grundstein wurde am 31. Mai 1681 gelegt. Der Rohbau des Corps de Logis war 1689 vollendet, die Dekorations- und Ausbauarbeiten zogen sich bis 1696 hin. Die Einweihung des Hauptgebäudes des Schlosses fand am 23. Juni 1696 statt, die Kosten für das Bauvorhaben wurden zu diesem Zeitpunkt mit 57.000 Talern beziffert.
Von 1703 bis 1706 wurde der Westflügel unter der Leitung von Ryckwaerts Nachfolger Giovanni Simonetti errichtet, der unter anderem die Schlosskapelle aufnehmen sollte. Die Arbeiten am Ausbau der Kapelle sollten bis 1719 andauern. Ab 1721 wurde der Mittelrisalit des Corps de Logis zu einem Schlossturm mit barocker Haube erweitert. 1743 wurden die Reste der alten Burg schließlich abgetragen und an deren Stelle von 1744 bis 1747 von Johann Friedrich Friedel nach Entwurf von Georg Wenzeslaus von Knobelsdorff der Ostflügel errichtet. Mit dem Abschluss der Arbeiten an dem Rohbau 1746 erhielt das Schloss endgültig seine geplante Form. Die Innenräume des neuen Trakts schmückte man im Stil des Friderizianischen Rokokos aus. Besonders prächtig war das mehrläufige Treppenhaus des Ostflügels mit schmiedeeisernen Rokokogeländern, welches angeblich Knobelsdorff entwarf.
Da der regierende Fürst Friedrich August aufgrund eines Streits mit Friedrich dem Großen ins Exil nach Basel gehen musste, kamen die Bauarbeiten 1758 zum Erliegen. Das Schloss war zu dieser Zeit im Äußeren fertiggestellt; lediglich der zweite Stock des Ostflügels blieb unausgebaut und sollte es bis zur Einrichtung des Schlossmuseums in diesen Räumen auch bleiben. Ab 1750 ließ die Fürstinmutter Johanna Elisabeth sich als Witwensitz das neue Schloss Dornburg errichten, um eine für den Empfang ihrer kaiserlichen und königlichen Verwandten angemessene Barockresidenz à la mode zu haben (ihre Tochter, die Zarin Katharina die Große, kam jedoch nie zu Besuch, ebenso wenig ihr Bruder, König Adolf Friedrich von Schweden); nachdem die Fürstin mit ihrem Sohn ins Exil gegangen war, blieb das Schloss verwaist.

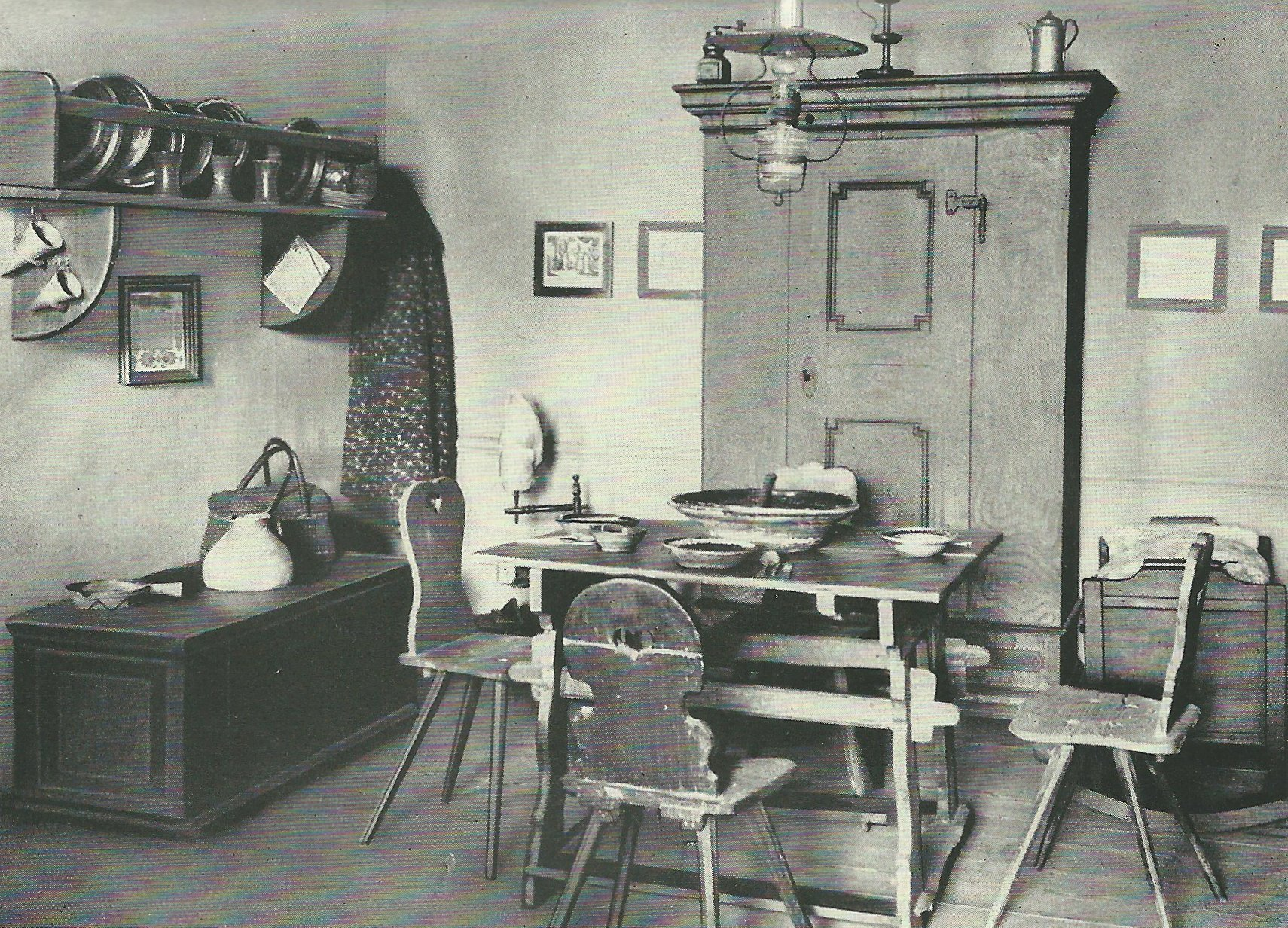
Im Schlossmuseum ausgestellte Bauernstube, 1935 oder früher

Das Schloss Zerbst stand nach dem Erlöschen des Zerbster Fürstenhauses meist leer. 1872 richtete man das Herzogliche Haus- und Staatsarchiv im Corps de Logis ein. 1881 brannte der Turm aus; er wurde anschließend in seiner alten Gestalt wiederhergestellt. 1921 wurde das Schlossmuseum eröffnet und es zogen einige städtische Institutionen, wie das Zerbster Finanzamt, in die leeren Räume.

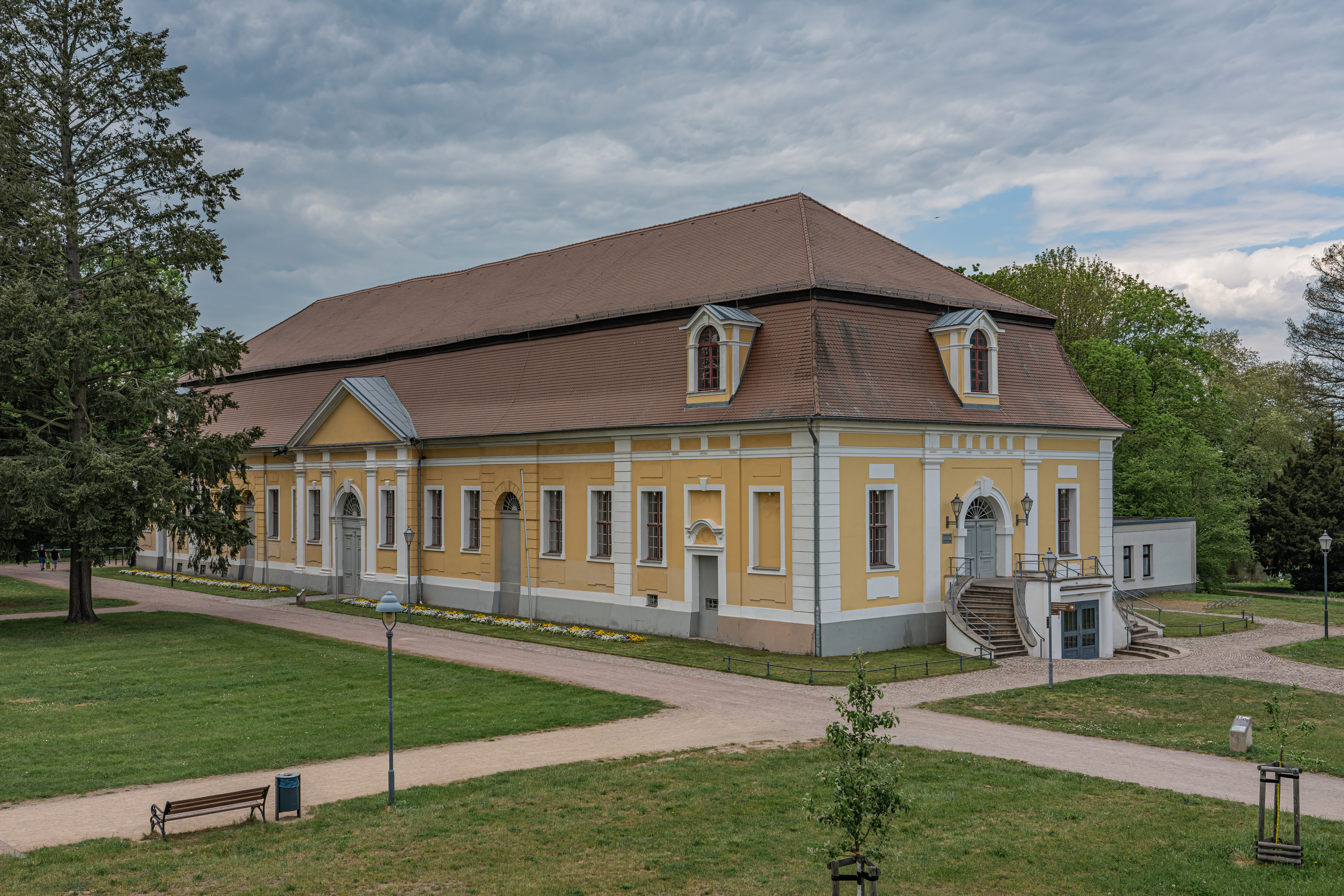
Die Reitbahn, heute Stadthalle

Am 16. April 1945 wurde das Schloss durch Bomben getroffen und brannte anschließend vollständig aus. Dabei wurde die kostbare erhaltene Innenausstattung ebenso vernichtet wie die Ausstellungsstücke des Museums und die Dokumente des Staatsarchivs. Ein Wiederaufbau des in seinen Grundmauern noch stehenden Schlosses wäre möglich gewesen, aber aufgrund politischer Entscheidungen abgelehnt; so wurden das Corps de Logis und der Westflügel gesprengt, und nur die Ruine des Ostflügels und ein kleiner Teil des Corps de Logis blieb erhalten.
Auf dem Schlossgelände blieben einige Erinnerungen an das frühere Aussehen und den Umfang der Residenz erhalten. Unmittelbar neben dem Schloss befindet sich die ehemalige Reitbahn, ein barockes Gebäude von 1724, das einstmals als überdachter Turnierplatz diente und heute die Stadthalle beherbergt. Auch Teile des Schlossparks und einiger Nebengebäude sind erhalten. Der Park war einstmals als Barockgarten angelegt und wurde um 1798 in einen Landschaftspark umgestaltet. Dies hatte auch praktische Gründe, da die alten barocken Broderien und Rasenflächen längst sich selbst überlassen waren und die ehemalige Struktur nicht mehr zu erkennen war.

## Sicherung und Wiederaufbau
Seit 2005 hat der Förderverein Schloss Zerbst mit Sicherungs- und Wiederaufbauarbeiten begonnen. Ziel ist die originalgetreue Wiederherstellung der äußeren Erscheinung des östlichen Schlossflügels. Im September 2016 wurde dafür ein neues Gesamtkonzept präsentiert.
In Kellerräumen des Ostflügels wurden 2021 von Archäologen Teile von Tafel- und Küchengeschirr sowie Speiseabfälle (sogar Austernschalen) aus den letzten Kriegstagen entdeckt.